# Анхел Муньос
Анхел Муньос, известен с прозвището си Jordi el Niño Polla (на български: Джорди, момчето-патка) или просто Джорди, е порноактьор, продуцент и уеб личност.

## Кариера
Джорди проявява интерес към порнографската индустрия, когато е на 18-годишна възраст. Скоро след като попада на кастинг за модели в Интернет, изпраща свои снимки и получава положителен отговор от страна на въпросната компания. Работейки за компанията, той получава и своето прозвище „момчето-патка“ заради крехкото му тяло и младежкото му излъчване.
През март 2016 г. води онлайн кореспонденция с продуцентска компания „Брейзърс“ по нов проект. След като един от филмите с негово участие се превръща в най-гледания филм на годината, Джорджи подписва договор с компанията и участва в над 100 порно филма.

### Любопитно
Факт е, че Джорди се снима и за порнографски кадри в категория „соло“.

### YouTube канал
През 2017 г. Джорди открива официален канал в платформата YouTube. Първият му видеоклип получава почти 10 милиона гледания.

## Личен живот
Роден е и израства в Сиудад Реал, Испания. Не пуши и рядко пие. През 2018 г. разказва, че има връзка с жена извън индустрията за възрастни, датираща от 2016 г.